# Luana Spindler
Luana Ienes Spindler (Brasil; 15 de noviembre de 1991) es una futbolista brasileña. Juega como delantera y su equipo actual es el Associação Esportiva 3B da Amazônia de la Serie A2 femenino.

## Clubes
| Club                     | País          | Año         |
| ------------------------ | ------------- | ----------- |
| São José EC              | Brasil        | 2010 - 2011 |
| Hyundai Steel            | Corea del Sur | 2012        |
| Atlético MG              | Brasil        | 2012        |
| Rio Preto                | Brasil        | 2013        |
| SE Kindermann            | Brasil        | 2015        |
| U.D. Granadilla Tenerife | España        | 2016 - 2017 |
| A.E. 3B da Amazônia      | Brasil        | 2017 - act. |